# أس دي أم أو

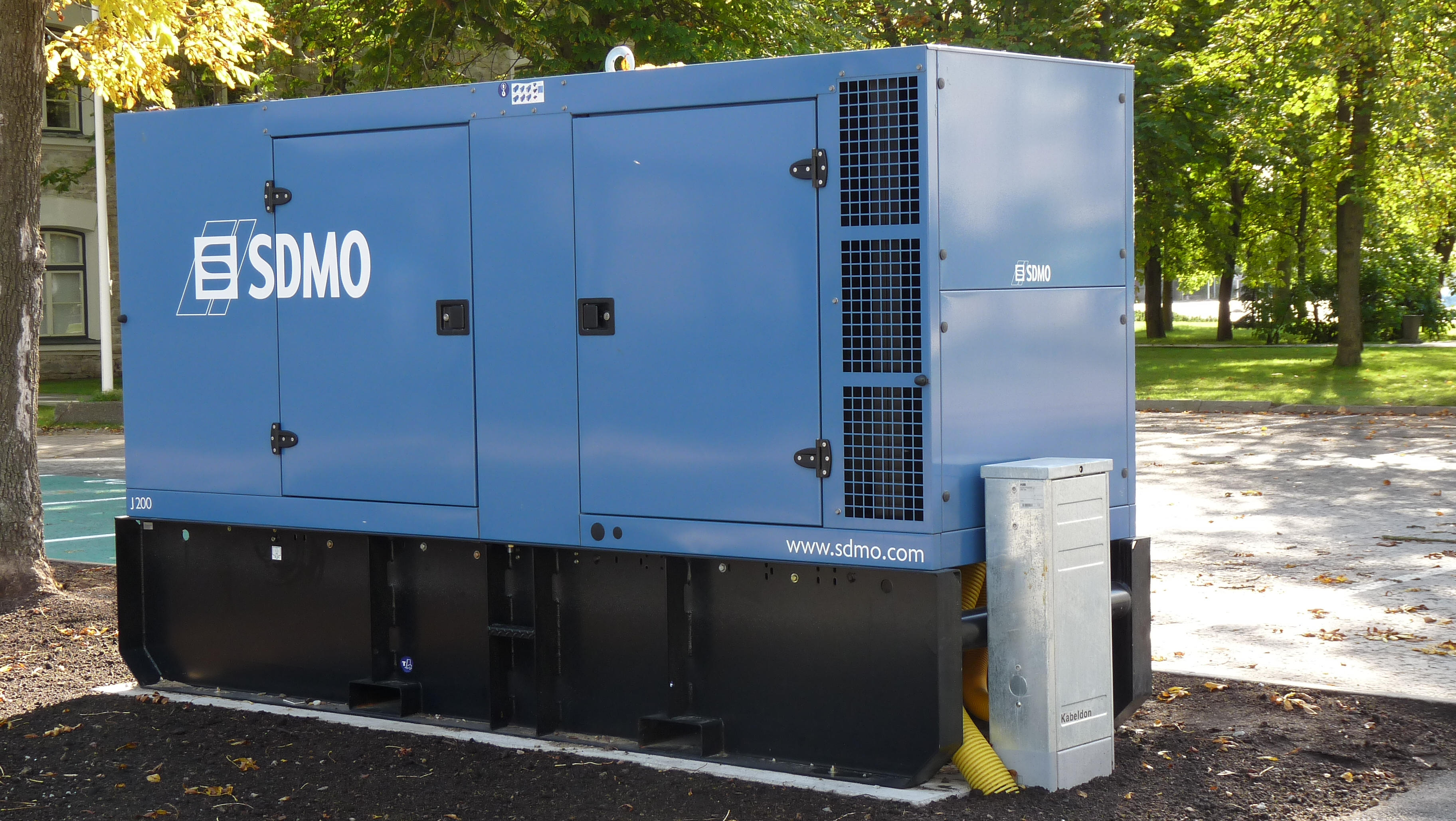
مولد كهربائي من إنتاج شركة أس دي أم أو

أس دي أم أو (بالإنجليزية: SDMO)‏ هي شركة فرنسية صناعية مقرها في بريست ، متخصصة في تصنيع مجموعات توليد الكهرباء. أس دي أم أو هي الشركة الرائدة في مجال توليد المولدات في السوق الأوروبية وهي ثالث أكبر شركة في العالم في هذا المجال.
لدى شركة أس دي أم أو قوة عاملة قوامها حوالي 850 موظفًا في جميع مصانعها ، ومعظمها يعمل في مدينة بريست بفرنسا و 70٪ من مبيعاتها في سوق التصدير.